# Zdarzenie losowe (teoria prawdopodobieństwa)
Zdarzenie losowe – mierzalny podzbiór {\displaystyle A} zbioru zdarzeń elementarnych {\displaystyle \Omega } danego doświadczenia losowego (zawierający pojedyncze elementy – zdarzenia elementarne lub dowolną ich liczbę). Zdarzeniem losowym nie będzie podzbiór, który jest niemierzalny, jak np. zbiór Vitalego, zbiór Bernsteina. Wymóg mierzalności jest konieczny, aby było możliwe przypisanie zdarzeniom prawdopodobieństw w sposób spójny. Wymóg mierzalności implikuje, że możliwe zdarzenia muszą tworzyć sigma-ciało na {\displaystyle \Omega .}
Różne zdarzenia losowe nie są zwykle równie prawdopodobne, ponieważ mogą zawierać różne zbiory wyników, jakie bierze się pod uwagę. Np. dla rzutu 1 kostką mamy {\displaystyle \Omega =\{1,2,3,4,5,6\},} gdzie liczby określają możliwe do uzyskania liczby oczek. Zdarzeniami losowymi określonymi na {\displaystyle \Omega } są np.: {\displaystyle A=\{6\}} – zdarzenie, że wypadło sześć oczek, {\displaystyle B=\{1,2\}} – zdarzenie, że wypadły nie więcej niż dwa oczka, {\displaystyle C=\{1,3,5\}} – zdarzenie, że wypadła nieparzysta liczba oczek itp. Zdarzeniom tym przypisane są prawdopodobieństwa {\displaystyle P(A)={\frac {1}{6}},P(B)={\frac {2}{6}},P(C)={\frac {3}{6}},} proporcjonalne do liczby zdarzeń elementarnych, tworzących poszczególne zdarzenia losowe. Zauważmy, że {\displaystyle A,B,C\subset \Omega .}

## Definicja ogólna
Niech {\displaystyle (\Omega ,{\mathcal {F}},P)} będzie przestrzenią probabilistyczną. Zdarzeniami losowymi nazywamy dowolne zbiory {\displaystyle A,B,\dots ,X,Y,\dots } należące do σ-ciała {\displaystyle {\mathcal {F}}} utworzonego na przestrzeni zdarzeń elementarnych {\displaystyle \Omega .} Samo σ-ciało {\displaystyle {\mathcal {F}}} nazywa się zbiorem zdarzeń losowych.
Zdarzenia losowe są zbiorami, więc podlegają wszelkim prawom, zasadom i działaniom określonym dla zbiorów.
Powyższa definicja stosuje się zarówno, gdy zbiór zdarzeń elementarnych jest zbiorem dyskretnym, jak i gdy jest on zbiorem niepoliczalnym (np. zbiór liczb rzeczywistych)

## Podstawowe pojęcia
1) Zdarzenie elementarne – pojedynczy wynik eksperymentu losowego.
Np. a) w rzucie 1 kostką zdarzeniami elementarnymi są możliwe różne liczby oczek, uzyskane w pojedynczym rzucie.
b) w rzucie 2 kostkami możliwymi wynikami będą pary uporządkowane liczb, z których pierwsza określa liczbę oczek uzyskaną na pierwszej kostce, a druga – liczbę oczek uzyskaną na drugiej kostce.
2) Przestrzeń zdarzeń elementarnych {\displaystyle \Omega } – zbiór możliwych wyników eksperymentu losowego.
Np. dla rzutu 1 kostką mamy {\displaystyle \Omega =\{1,2,3,4,5,6\},} gdzie liczby określają możliwe do uzyskania liczby oczek.
3) Zdarzenia sprzyjające danemu zdarzeniu – zdarzenia elementarne należące do danego zdarzenia losowego. Np. dla zdarzenia {\displaystyle A=\{1,3,5\}} zdarzeniami sprzyjającymi są zdarzenia elementarne {\displaystyle \{1\},} {\displaystyle \{3\},} {\displaystyle \{5\}.}
4) Zdarzenie przeciwne do danego zdarzenia – zdarzenia będące dopełnieniem danego zdarzenia do zbioru {\displaystyle \Omega .}
Np. Zdarzeniem przeciwnym do zdarzenia, że wypadła nieparzysta liczba oczek {\displaystyle B=\{1,3,5\}} jest zdarzenie {\displaystyle C,} że wypadła parzysta liczba oczek, tj. {\displaystyle C=\Omega \setminus B=\{2,4,6\}}

## Dowolność wyboru σ-ciała
Niech eksperyment losowy polega na rzucaniu sześcienną kostką do gry.
Wtedy zbiór zdarzeń elementarnych ma postać {\displaystyle \Omega =\{1,2,3,4,5,6\}.} Jednak σ-ciało nie są z góry określone. Możemy wybrać różne σ-ciała zdarzeń losowych, np.
- {\displaystyle {\mathcal {F}}_{1}=\{\emptyset ,\Omega \}} – σ-ciało nazywamy zdegenerowanym,, gdyż zawiera tylko zdarzenie niemożliwe {\displaystyle \emptyset } oraz zdarzenie pewne {\displaystyle \Omega .}
- {\displaystyle {\mathcal {F}}_{2}=\left\{\emptyset ,\Omega ,\{1\},\{2,3,4,5,6\}\right\}} – σ-ciało zawiera oprócz zdarzenia niemożliwego i pewnego także zdarzenia {\displaystyle \{1\}} oraz {\displaystyle \{2,3,4,5,6\}.}
- {\displaystyle {\mathcal {F}}_{3}=2^{\Omega }} – σ-ciało tworzy rodzina wszystkich podzbiorów {\displaystyle \Omega ,} tzn. dowolny podzbiór zbioru {\displaystyle \Omega } należy do σ-ciała (jest to tzw. zbiór potęgowy).

Wszystkie te wybory są dopuszczalne i jednakowo uprawnione. Wybór podyktowany jest postawionym problemem, na który chcemy odpowiedzieć.